# Cestrum daphnoides
Cestrum daphnoides är en potatisväxtart som beskrevs av August Heinrich Rudolf Grisebach. Cestrum daphnoides ingår i släktet Cestrum och familjen potatisväxter. Inga underarter finns listade i Catalogue of Life.